# مظهر اللوحة

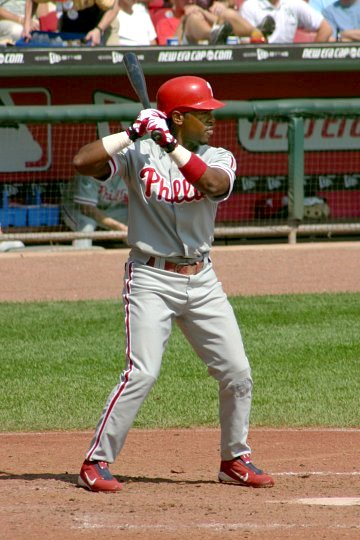
جيمي رولينز يحمل الرقم القياسي لموسم واحد لمعظم ظهورات اللوحة، عند 778

في لعبة البيسبول، يُنسب إلى اللاعب مظهر اللوحة؛ (يُشار إليه بـ PA ) في كل مرة يكمل فيها دور الضرب. بموجب القاعدة 5.04 (ج) من قواعد البيسبول الرسمية ، يكمل اللاعب دوره في الضّرب عندما يتم إخماده أو يصبح عداءًا. يحدث هذا عندما يضرب أو يتم إعلان خروجه قبل الوصول إلى القاعدة الأولى؛ أو عندما يصل إلى القاعدة الأولى بأمان أو يتمّ منحه القاعدة الأولى (من خلال قاعدة على الكرات ، أو الضّرب بالرّمية، أو تدخل الماسك، أو العرقلة )؛ أو عندما يضرب كرة عادلة مما يتسبّب في طرد العدّاء السّابق للثّالث قبل أن يتمّ إخماده هو نفسه أو الوصول إلى القاعدة الأولى بأمان ( انظر أيضًا اليسار على القاعدة، اختيار اللاعب، إجبار اللعب). إحصائيّة مشابهة جدًا للبيسبول، عند الخفافيش، تحسب مجموعة فرعيّة من ظهورات الّلوحة الّتي تنتهي في ظلّ ظروف معيّنة.

## استخدم كمؤهل سجل الضرب
في الخفافيش - بدلا من ظهور الّلوحة - تستخدم لحساب متوسطات الضّرب، ونسب التّباطؤ . ومع ذلك، بدءًا من عام 1957، في نهاية الموسم، يجب أن يكون الّلاعب قد جمع 3.1 أضعاف عدد المباريات المقرّرة لكل فريق (502 مباراة في الموسم المكوّن من 162 مباراة) خلال الموسم ليتمّ تصنيفه كقائد للدّوري في فئات إحصائيّة معيّنة. على سبيل المثال، يحصل اللاعب "أ" على مئة ضربة في أربعمئة ضربة في أكثر من خمسمئة وعشر ظهور للوحة، وهو ما يصل إلى متوسّط ضرب 0.250 (أي ما يعادل ضربة واحدة في كل أربعة ضربات). بدلاً من ذلك، يحصل اللاعب "ب" على 110 ضربة في 400 ضربة في أكثر من 490 ظهورًا للوحة خلال نفس الموسم، وينتهي بمتوسّط ضرب 0.275. اللاعب B، على الرّغم من أنّه كان لديه نفس القدر من الضّربات مثل الّلاعب A وعلى الرّغم من أنّ متوسّط الضّرب الخاص به أعلى، لن يكون مؤهلاً للحصول على تصنيفات معينة في نهاية الموسم على أساس النّسبة المئوية لأنّه لم يجمع 502 مباراة مطلوبة في اللّوحة، بينما لقد قام الّلاعب "أ" بذلك وبالتّالي سيكون مؤهلاً. ولكن هناك استثناء:

### استثناء لعناوين الضرب
تتيح القاعدة 9.22 (أ) من قواعد البيسبول الرسميّة بدلًا واحدًا للحدّ الأدنى من المتطلبات وهو 502 ظهورًا للوحة لأغراض تحديد عنوان الضّرب أو النّسبة المئوية الأساسية. إذا كان اللاعب:
- يتصدر الدوري في إحدى الإحصائيات.
- لا يحتوي على 502 مظهرًا للوحة المطلوبة.
- سيظل يتصدر الدوري في تلك الإحصائية إذا تمت إضافة أكبر عدد من المضارب (بدون ضربات أو الوصول إلى القاعدة) إلى سجلاته حسب الضرورة لتلبية المتطلبات،

سيفوز بهذا الّلقب، ولكن بإحصائيته الأصلية (قبل إضافة الخفافيش الإضافيّة).
في المثال أعلاه، اللّاعب B لديه اثنا عشر ظهورًا للوحة أقلّ من العدد المطلوب 502، ولكن إذا تمّ تكليفه بـاثني عشر مباراة إضافيّة غير منتجة في الخفافيش، فسوف يذهب إلى 110 مقابل 412 بمتوسّط ضرب يبلغ 0.267. إذا لم يكن لدى أيّ شخص آخر متوسط ضرب (يتمّ تعديله بالمثل إذا كان ذلك مناسبًا) أعلى من 0.267، فسيتم منح اللاعب B لقب الضرب (بمتوسّط ضربه الأصلي 0.275) على الرّغم من عدم ظهور 502 لوحة.
في مثال من الحياة الواقعية، في عام 2012، أنهى ميلكي كابريرا، الذي كان حينها من فريق سان فرانسيسكو جاينتس، الموسم بمتوسّط ضربات بلغ أعلى مستوى في الدّوري قدره 0.346، لكنّه شارك في 501 مباراة فقط، أي أقل بمباراة واحدة من العدد المطلوب وهو 502. وفقًا للقاعدة، كان سيفوز بلقب الضّرب لأنّه بعد إضافة ضربة إضافية وإعادة حساب متوسّط ضربه، كان لا يزال سيتصّدر الدّوري في متوّسط الضّرب. لكن حالة كابريرا تطوّرت بشكل مختلف. السّبب وراء إنهاء كابريرا الموسم بـ 501 فقط في الخفافيش هو أنّه تمّ إيقافه في منتصف أغسطس عندما ثبتت إصابته بتعاطي عقاقير غير قانونية لتحسين الأداء. كان كابريرا لا يزال مؤهلاً للحصول على هذا المظهر الإضافي للوحة، لكنّه طلب عدم إضافة مظهر اللوحة الإضافي إلى إجماليه، وعدم اعتباره تاجًا للضّرب، لأنّه اعترف بأن استخدامه لعقاقير تحسين الأداء قد منحه ميّزة غير عادلة على اللّاعبين الآخرين. نتيجة لذلك، لم يتم العثور على اسم كابريرا في قائمة قادة الضّرب في الدّوري الوطني لعام 2012.

## التهديف
لا يُنسب إلى الضّارب مظهر الّلوحة إذا، أثناء الضّرب، تم وضع العداء السابق على الممرات الأساسية للثالث بطريقة أخرى بخلاف وضع الضّارب الكرة في اللعب (على سبيل المثال، التقطت، تمّ القبض عليه وهو يسرق). في هذه الحالة، يواصل نفس الضّارب دوره في الضّرب في الشّوط التّالي دون أي كرات أو ضربات ضدّه.
لا يُنسب إلى الضارب مظهر اللوحة إذا انتهت اللعبة أثناء الضرب حيث يسجل السباق الفائز من القاعدة الثالثة على أ عائق، قاعدة مسروقة، الملعب البري أو الكرة المارة.
قد يُنسب أو لا يُنسب إلى الخليط مظهر الّلوحة (وربّما عند الخفافيش) في حالة نادرة عندما يتمّ استبداله بضارب قرصة بعد أن بدأ بالفعل دوره في الخفافيش. بموجب القاعدة 9.15 (ب)، سيحصل ضارب القرص على مظهر الّلوحة (وإمكانيّة الضّرب بالخفّاش) ما لم يتمّ استبدال الخليط الأصلي عند توجيه ضربتين ضدّه ويكمل ضارب القرص الضّربة بعد ذلك، وفي هذه الحالة تكون الّلوحة يتمّ شحن المظهر والخفافيش إلى الخليط الأول.

## العلاقة مع الخفافيش
بموجب قاعدة البيسبول الرّسمية 9.02 (أ) (1)، تنتج الضّربة من مظهر الّلوحة المكتمل، ما لم يكن الضارب:
- يضرب ذبابة التضحية أو ذبابة التضحية ؛ أو
- يتم منح القاعدة الأولى على أربع كرات تسمى ؛ أو
- يتم ضربه بواسطة كرة ضارية ; أو
- يتم منح القاعدة الأولى بسبب التدخل أو العرقلة .

في الّلغة الشّائعة، يُستخدم أحيانًا مُصطلح "عند الخفافيش" ليعني "مظهر اللوحة" (على سبيل المثال، "أخطأ في الكرة لإبقاء الخفّاش على قيد الحياة"). عادةً ما يكون القصد واضحًا من السّياق، على الرّغم من أنّ مصطلح "مسؤول في الخفافيش" يستخدم أحيانًا للإشارة صراحةً إلى الخفافيش على أنّه مميز عن مظهر اللّوحة. ومع ذلك، فإن مصطلحات مثل الدّوران عند الخفافيش أو الوقت عند الخفافيش هي مرادفة لمظهر الّلوحة .

### "الوقت عند الخفافيش" في كتاب القواعد
تنص قاعدة البيسبول الرسمية 5.06 (ج) على أن "[أ] الضارب قد أكمل وقته في المضرب بشكل قانوني عندما يتم إخماده أو يصبح عداءًا" (تمّ إضافة التّأكيد). يُشار إلى "الوقت عند المضرب" المحدّد في هذه القاعدة بشكل أكثر شيوعًا على أنّه مظهر الّلوحة، وتستخدم قواعد الّلعب (القواعد من 1 إلى 8) عبارة "الوقت عند المضرب" بهذا المعنى (على سبيل المثال القاعدة 5.04 (أ) (3)، الّتي تنص على أن "الضّارب الأول في كل شوط بعد الشّوط الأول يجب أن يكون اللاعب الّذي يتبع اسمه اسم آخر لاعب أكمل وقته قانونيًا في المضرب في الشّوط السّابق" (تمّ اضافة التّأكيدات)). في المقابل، تستخدم قواعد التّسجيل عبارة "الوقت في المضرب" للإشارة إلى إحصائية المضرب ، المحدّدة في القاعدة 9.02(أ)(1)، ولكنّها تستخدم في بعض الأحيان عبارة "الوقت الرّسمي في المضرب" أو تشير إلى القاعدة 9.02 (أ)(1) عند ذكر الإحصائية. يتم استخدام عبارة "مظهر الّلوحة" في القاعدتين 9.22 و9.23 للتّعامل مع ألقاب الضّرب وخطوط الضّرب، وفي القاعدة 5.10 (ز) التّعليق فيما يتعلق بالحد الأدنى من الضّربات الثّلاثة: "[t] مؤهّل كواحد من ثلاثة ضاربين متتاليّين يجب أنّ يكمل الخليط مظهر طبقته، والّذي ينتهي فقط عندما يتمّ إخماد الخليط أو يصبح عدّاءً. (تمّ إضافة التّأكيد) لم يتمّ تعريف المصطلح في مكان آخر في كتاب القواعد.

## في النسبة المئوية الأساسية
يعّد ظهور اللوحة مكونًا أساسيًا في حساب النّسبة المئوية الأساسية (OBP)، وهو قياس بديل للأداء الهجوميّ للاعب، ولكنّه ليس الوحيد في تحديد قاسمه.
وفقًا للقاعدة، يتم استبعاد مظاهر معينة للوحة، مثل الأوقات التي تم الوصول فيها إلى القاعدة عن طريق تدخل الماسك أو عرقلة اللاعب أو ضربات التضحية، منها، مما يترك المقام محددًا بدلاً من ذلك كمجموع الضّربات، والمشي، والضّرب بالملاعب، و الذّباب التّضحية. والبسط ممثل بأوقات الضّارب على القاعدة (يتكوّن من مجموع الضّربات، والقاعدة على الكرات، وأوقات الضّرب بالرّمية).

## استخدامات اخرى
يتم استخدام مظاهر اللوحة بواسطة الهدافين "لإثبات" نتيجة الصندوق. بموجب القاعدة 9.03 (ج)، يجب أن يكون العنصران التاليان متساويّين لكلّ فريق، لأنّ كل منهما يساوي إجمالي عدد مرات ظهور الفريق في الّلوحة:
- مجموع ضربات الفريق في الخفافيش، والمشي، والضرب بالرميات، والتضحيات (كل من الضربات والذباب)، والأوقات الممنوحة بالقاعدة الأولى عند التدخل أو العرقلة.
- مجموع أشواط الفريق، والعدائين المتبقين في القاعدة ، والرجال الذين خرجوا.